# Latour-en-Woëvre
Latour-en-Woëvre é uma comuna francesa na região administrativa de Grande Leste, no departamento de Meuse. Estende-se por uma área de 6,74 km². Em 2010 a comuna tinha 95 habitantes (densidade: 14,1 hab./km²).